# ناوچه سبک کلاس اتول
ناوچه سبک کلاس اتول (به انگلیسی: Atholl-class corvette) یک کلاس از کشتی به طول ۱۱۳ فوت ۸ اینچ (۳۴٫۶۵ متر) است.